# Châteaubleau
Châteaubleau és un municipi francès, situat al departament del Sena i Marne i a la regió d'Illa de França. L'any 2007 tenia 311 habitants.
Forma part del cantó de Nangis, del districte de Provins i de la Comunitat de comunes de la Brie Nangissienne.

## Demografia

### Població
El 2007 la població de fet de Châteaubleau era de 311 persones. Hi havia 110 famílies, de les quals 20 eren unipersonals (4 homes vivint sols i 16 dones vivint soles), 41 parelles sense fills, 45 parelles amb fills i 4 famílies monoparentals amb fills.
La població ha evolucionat segons el següent gràfic:
Habitants censats

### Habitatges
El 2007 hi havia 144 habitatges, 116 eren l'habitatge principal de la família, 21 eren segones residències i 6 estaven desocupats. 139 eren cases i 3 eren apartaments. Dels 116 habitatges principals, 105 estaven ocupats pels seus propietaris, 6 estaven llogats i ocupats pels llogaters i 5 estaven cedits a títol gratuït; 2 tenien una cambra, 1 en tenia dues, 19 en tenien tres, 40 en tenien quatre i 54 en tenien cinc o més. 96 habitatges disposaven pel capbaix d'una plaça de pàrquing. A 44 habitatges hi havia un automòbil i a 64 n'hi havia dos o més.

### Piràmide de població
La piràmide de població per edats i sexe el 2009 era:
| Homes | Edats   | Dones |
| ----- | ------- | ----- |
| 0     | 95 o +  | 0     |
| 0     | 90 a 94 | 0     |
| 0     | 85 a 89 | 4     |
| 0     | 80 a 84 | 0     |
| 8     | 75 a 79 | 20    |
| 8     | 70 a 74 | 4     |
| 0     | 65 a 69 | 4     |
| 0     | 60 a 64 | 12    |
| 8     | 55 a 59 | 4     |
| 12    | 50 a 54 | 8     |
| 4     | 45 a 49 | 8     |
| 8     | 40 a 44 | 16    |
| 12    | 35 a 39 | 12    |
| 12    | 30 a 34 | 12    |
| 4     | 25 a 29 | 0     |
| 8     | 20 a 24 | 4     |
| 8     | 15 a 19 | 20    |
| 16    | 10 a 14 | 8     |
| 8     | 5 a 9   | 4     |
| 4     | 0 a 4   | 8     |

## Economia
El 2007 la població en edat de treballar era de 214 persones, 157 eren actives i 57 eren inactives. De les 157 persones actives 145 estaven ocupades (80 homes i 65 dones) i 12 estaven aturades (5 homes i 7 dones). De les 57 persones inactives 17 estaven jubilades, 17 estaven estudiant i 23 estaven classificades com a «altres inactius».

### Ingressos
El 2009 a Châteaubleau hi havia 120 unitats fiscals que integraven 319 persones, la mediana anual d'ingressos fiscals per persona era de 18.683 €.

### Activitats econòmiques
Dels 3 establiments que hi havia el 2007, 1 era d'una empresa de comerç i reparació d'automòbils, 1 d'una empresa d'hostatgeria i restauració i 1 d'una empresa de serveis.

## Poblacions més properes
El següent diagrama mostra les poblacions més properes.